# Вавла
Ва̀вла (на гръцки: Βάβλα) е село в Кипър, окръг Ларнака. Според статистическата служба на Република Кипър през 2001 г. селото има 48 жители.